# Discostroma rehmii
Discostroma rehmii är en svampart som först beskrevs av Schnabl, och fick sitt nu gällande namn av Frederic Edward Clements 1909. Discostroma rehmii ingår i släktet Discostroma och familjen Amphisphaeriaceae.   Inga underarter finns listade i Catalogue of Life.